# FC Ceahlăul Piatra Neamț
El Fotbal Club Ceahlăul Piatra Neamţ es un club de fútbol rumano de la ciudad de Piatra Neamţ. Fue fundado en 1919 y juega en la Liga III y debe su nombre al monte Ceahlău.

## Palmarés

### Torneos nacionales
- Liga II (4):1992-93, 2005-06, 2008-09, 2010-11
- Liga III (2):1964–65, 1979-80

## Participación en competiciones de la UEFA

### Copa Intertoto
| Temporada | Ronda   | Club                | Casa  | Visita | Global    |
| --------- | ------- | ------------------- | ----- | ------ | --------- |
| 1995      | Grupo 9 | Etar Veliko Tarnovo | 2 – 0 |        | 1º Lugar  |
| 1995      | Grupo 9 | Beveren             |       | 2 – 0  | 1º Lugar  |
| 1995      | Grupo 9 | Boby Brno           | 2 – 0 |        | 1º Lugar  |
| 1995      | Grupo 9 | Groningen           |       | 0 – 0  | 1º Lugar  |
| 1995      | 1/16    | Metz                | 0 – 2 |        | 0 – 2     |
| 1999      | 1       | FK Ekranas          | 1 – 0 | 1 – 0  | 2 – 0     |
| 1999      | 2       | NK Jedinstvo Bihać  | 2 – 1 | 3 – 1  | 5 – 2     |
| 1999      | 3       | Juventus            | 1 – 1 | 0 – 0  | 1 – 1 (a) |
| 2000      | 1       | Narva Trans         | 4 – 2 | 5 – 2  | 9 – 4     |
| 2000      | 2       | Mallorca            | 3 – 1 | 1 – 2  | 4 – 3     |
| 2000      | 3       | Austria Wien        | 2 – 2 | 0 – 3  | 2 – 5     |
| 2003      | 1       | Tampere United      | 2 – 1 | 0 – 1  | 2 – 2 (a) |

### Récord Europeo
| Torneo         | Apariciones | J  | G  | E | P | GF | GC | GD   |
| -------------- | ----------- | -- | -- | - | - | -- | -- | ---- |
| Copa Intertoto | 4           | 19 | 11 | 4 | 4 | 31 | 19 | + 12 |
| Total          | 4           | 19 | 11 | 4 | 4 | 31 | 19 | + 12 |

## Entrenadores
| Nombre                | Debut     | Fin        |
| --------------------- | --------- | ---------- |
| Ștefan Coidum         | 1/7/1963  | 30/6/1964  |
| Dumitru Dumitriu      | 1/7/1980  | 30/6/1982  |
| Ion Nunweiller        | 1992      | 1993       |
| Mircea Nedelcu        | 1993      | 1996       |
| Silviu Stănescu       | 1995      | 1996       |
| Toader Şteț           | 1995      | 1996       |
| Mihai Radu            | 1996      | 1997       |
| Viorel Hizo           | 1/7/1998  | 30/6/2000  |
| Florin Halagian       | 16/9/2000 | 25/11/2000 |
| Florin Marin          | 2001      | 2001       |
| Mircea Nedelcu        | 2001      | 2001       |
| Cornel Țălnar         | 1/6/2001  | 30/6/2001  |
| Viorel Hizo           | 1/1/2003  | 31/12/2003 |
| James Mac Pherson jr. | 1924      | 1926       |
| Leo Weisz             | 1927      | 1928       |
| Kálmán Konrád         | 1928      | 1930       |
| Richard Kohn          | 1930      | 1932       |
| Ludwig Hofmann        | 1934      | 1935       |
| Richard Michalke      | 1936      | 1937       |

- Florin Marin (1996–98)
- Mircea Nedelcu (1997–98)
- Nicolae Manea (1998–99)
- Viorel Hizo (1998–00)
- Jean Gavrilă (2001–02)
- Ovidiu Marc (2001–02)
- Florin Marin (2001–02)
- Marin Barbu (2001–02)
- Gheorghe Poenaru (2002–03)
- Viorel Hizo (2002–04)
- Marius Lăcătuș (2003–04)
- Florin Marin (2004–05)
- Marin Barbu (2005–06)
- Mihai Stoica (2006)
- Ion Moldovan (2006)
- Florin Marin (2006–2007)
- Aurel Șunda (2007)
- Viorel Hizo (2007–08)
- Florin Marin (2008–09)
- Gheorghe Multescu (2009–10)
- Zoran Filipović (2010)
- Marin Barbu (2010–11)
- Costel Enache (2011-2013)
- Viorel Hizo (2013)
- Vasile Miriuță (2013)
- Constantin Ilie (2013–2014)
- Marian Bondrea (2014)
- Marin Barbu (2014)